# Моніка Стеггс
Моніка Стеггс (нар. 24 лютого 1970, Боулдер, Колорадо, США) — американська каскадерка та акторка. Акторські роботи Моніки включають ролі у фільмах «Поселення» (1999), «Хлопці з жіночого клубу» (2002), «Доказ смерті» (2007) у ролі Ланни Франк, Хешера (2010), вебсеріалі 2009 року «Ангел смерті» та «Одного разу в Голлівуд» (2019).

## Життєпис
Стеггс провела юність в центрі Арканзасу і в 1988 році закінчила середню школу Сільван Гіллз. 
Роль резервної акторки в малобюджетному фільмі в Арканзасі, яку вона виконувала, включала деякі трюки, які привернули увагу координатора трюків Гарі Волтона, з яким вона згодом одружилася (у 2010 році).

## Кар'єра
На рахунку Моніки Стеггс понад 100 фільмів і телешоу. Відзначена нагородою 2005 року як співотримувачка World Stunt Award за найкращий бій і найкращий загальний трюк каскадерки, якими вона поділилася з Зої Белл, у першому бою в Убити Білла 2.

## Фільмографія
| Рік       |    | Українська назва             | Оригінальна назва                         | Роль                               |
| --------- | -- | ---------------------------- | ----------------------------------------- | ---------------------------------- |
| 1998      | ф  | Особина 2                    | Species II                                | виконавиця істоти Єви              |
| 1999      | ф  | Агенція «Останнє бажання»    | The Settlement                            | справжня Барбара                   |
| 2000      | ф  | Флінстоуни 2: Віва Рок-Вегас | The Flintstones in Viva Rock Vegas        | жінка в барі басейну               |
| 2000      | тф | Так закінчується світ        | This Is How the World Ends                | Кішечка                            |
| 2001      | с  | Чорний скорпіон              | Black Scorpion                            | дівчина біля вогнища № 1           |
| 2001      | ф  |                              | Falling Like This                         | молода жінка на ринку              |
| 2001      | с  | Округ                        | The District                              | не вказано в титрах                |
| 2002      | ф  | Хлопці з жіночого гуртожитку | Sorority Boys                             | Трі Пі                             |
| 2002      | с  | Жіноча бригада               | The Division                              | Тереза Саркін                      |
| 2004      | ф  |                              | Slammed                                   | рестлерка                          |
| 2007      | ф  | Грайндхаус                   | Grindhouse                                | Ланна Франк                        |
| 2007      | ф  | Доказ смерті                 | Death Proof                               | Ланна Франк                        |
| 2009      | кф |                              | Vroom-Vroom!                              | Нова                               |
| 2009      | ф  | Ангел смерті                 | Angel of Death                            | Мадам                              |
| 2009—2011 | с  | Касл                         | Castle                                    | Стейсі Коллінз / домогосподарка №2 |
| 2010      | ф  | Хешер                        | Hesher                                    | мати Ті Джея                       |
| 2012      | ф  | Шукаю друга на кінець світу  | Seeking a Friend for the End of the World | мати-баптистка                     |
| 2019      | ф  | Одного разу в Голлівуді      | Once Upon a Time... in Hollywood          | Конні                              |